# Wet van Avogadro

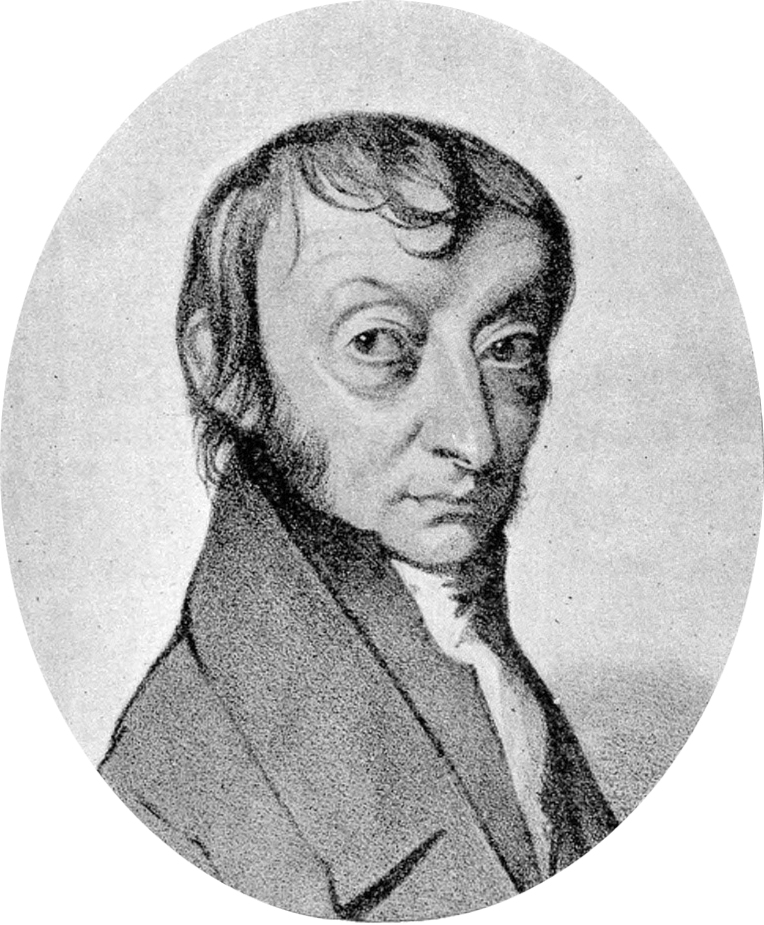
Amedeo Avogadro

De wet van Avogadro, ook wel hypothese van Avogadro, genoemd naar de Italiaanse natuurkundige en scheikundige Amedeo Avogadro, stelt dat gelijke volumes van twee verschillende gassen bij dezelfde druk en temperatuur evenveel moleculen bevatten. Anders verwoord, stelt de wet dat het gasvolume recht evenredig is met de hoeveelheid stof:
{\displaystyle {\frac {V_{1}}{n_{1}}}={\frac {V_{2}}{n_{2}}}}
Voor ideale gassen is eenvoudig aan te tonen dat het molaire volume inderdaad enkel door de druk en de temperatuur wordt bepaald, en niet door de aard van de deeltjes:
{\displaystyle V_{\mathrm {m} }={\frac {V}{n}}={\frac {RT}{p}}}
Bij een druk van 1 atm (= 101 325 Pa) en temperatuur van 0 °C bedraagt het molaire gasvolume bijvoorbeeld afgerond 22,4 L/mol (2,24 × 10−2 m3 mol−1).
Voor reële gassen geldt de wet van Avogadro slechts bij benadering. Het aantal moleculen in een bepaald volume gas is namelijk ook afhankelijk van de grootte van de gasdeeltjes en de intermoleculaire interacties, zoals beschreven door de vanderwaalsvergelijking.
De hypothese van Avogadro heeft bijgedragen geschiedenis van de scheikunde, met name als argument voor het atomisme. Als eerbetoon wordt het aantal deeltjes per mol de constante van Avogadro genoemd: 6,022 140 76 × 1023 mol−1.